# Tomasz Bocheński
Tomasz Wiesław Bocheński (ur. 7 czerwca 1959 w Łodzi) – polski eseista, literaturoznawca, doktor habilitowany nauk humanistycznych, wykładowca Uniwersytetu Łódzkiego – zatrudniony na stanowisku profesora, kierownik Katedry Literatury Polskiej XX i XXI wieku, witkacolog. W latach 2007–2009 publicysta Dziennika Polska-Europa-Świat, od 2011 publikuje eseje o literaturze i teatrze w miesięczniku „Teatr”.

## Życiorys
Ukończył filologię polską na Uniwersytecie Łódzkim. Doktoryzował się w 1992 na podstawie dysertacji Stanisław Ignacy Witkiewicz jako powieściopisarz (promotor – Wiesław Pusz). Habilitował się w 2007, przedstawiając monografię Czarny humor w twórczości Witkacego, Gombrowicza, Schulza. Lata trzydzieste.
Zawodowo związany z macierzystą uczelnią. Pracuje jako wykładowca literatury XX wieku. Prowadzi zajęcia z literatury współczesnej i warsztaty pisarskie. Jest autorem rozpraw i esejów o twórczości Witkacego, Leśmiana, Schulza, Gombrowicza, Herberta oraz o literaturze współczesnej. Był animatorem spotkań literackich m.in. z: Wiesławem Myśliwskim, Stefanem Chwinem, Sławomirem Mrożkiem, Józefem Henem, Manuelą Gretkowską, Piotrem Sobolczykiem, Danielem Odiją, Magdaleną Miecznicką, Zbigniewem Kruszyńskim, Michałem Witkowskim, Mariuszem Sieniewiczem, Krzysztofem Vargą, Michałem Głowińskim, Ewą Kuryluk, Januszem Rudnickim, Bronisławem Wildsteinem, Marianem Pilotem, prowadził panele dyskusyjne, m.in. Współczesna rumuńskia dramaturgia podczas XV Międzynarodowego Festiwalu Sztuk Przyjemnych i Nieprzyjemnych w Teatrze Powszechnym w Łodzi oraz Socrealizm i dzisiejsze formy zaangażowania literatur w ramach IV Festiwalu Puls Literatury 2010. Jest także krytykiem sztuki, wspólnie z drzeworytnikiem Andrzejem Nowickim wydaje jednodniówki towarzyszące wernisażom artysty. W 2012 powołał do życia w Łodzi Akademię Literatury Polskiej – cykl warsztatów pisarskich i wykładów uznanych polskich pisarzy i pisarek. Odbyły się spotkania z Antonim Liberą, Markiem Nowakowskim, Ingą Iwasiów, Markiem Bieńczykiem i Ewą Kuryluk.
W 2019 otrzymał nominację do Nagrody Literackiej Gdynia w kategorii esej za książkę Tango bez Edka.

## Publikacje
Książki
- Sztuka i mistyfikacja. Powieści Witkacego, Wydawnictwo Uniwersytetu Łódzkiego, Łódź 1994
- Czarny humor w twórczości Witkacego, Gombrowicza, Schulza. Lata trzydzieste (rozprawa habilitacyjna), Universitas, Kraków 2005
- Witkacy i reszta świata, Wydawnictwo Officyna, Łódź 2010
- Tango bez Edka, Wydawnictwo Kusiński, Łódź 2018
- Myśliwski–Bocheński. Rozmowy istotne, Wydawnictwo Uniwersytetu Łódzkiego 2022, ISBN 978-83-8220-622-7

Artykuły
- Koncepcja sztucznego państwa w „Dramatach” S.I. Witkiewicza i powieści Alfreda Kubina „Po tamtej stronie”. „Prace Polonistyczne”, XLII, 1986
- Piękny widok na drzeworytnię, „Gazeta Wyborcza Łódź” 1994, nr 26
- Szalony Orestes-Wat? JA z jednej strony i JA z drugiej strony mego mopsożelaznego piecyka, [w:] Szkice o poezji Aleksandra Wata, pod red. Jacka Brzozowskiego i Krystyny Pietrych, Wydawnictwo IBL PAN, Warszawa 1999
- Czarny humor w międzywojennej twórczości Gombrowicza. Rozważania o Pamiętniku Stefana Czarnieckiego, [w:] Gotycyzm i groza w kulturze, Łódź 2003
- Czarny humor w twórczości Schulza, [w:] W ułamkach zwierciadła, Bruno Schulz w 110 rocznicę urodzin i 60 rocznicę śmierci, Lublin 2003
- „Sądy boże” opisane przez Witkacego i Gombrowicza, „Przestrzenie Teorii” 7/2007
- Artysta i ćwiczenia duchowe, „Drzewo i ryt. Jednodniówka Andrzeja Nowickiego i Tomasza Bocheńskiego”, Łódź 2008
- Literatura nowoczesna jako choroba (o książce Michała P. Markowskiego Polska literatura nowoczesna. Leśmian, Schulz, Witkacy), „Arcana” 2008, nr 84
- Drzeworyt jako nadzwyczajna realność, [w:] Andrzej Nowicki, Pater, Łódź 2009; „Tygiel Kultury” 2009, nr 4–6
- Kołdra Hioba, „Hiob. Jednodniówka” [nr 9] z okazji wystawy Andrzeja Nowickiego w Galerii 137 Klubu Nauczyciela w Łodzi, Łódź 2010
- Pamięć ciała w poezji Karaska i Kurylaka, [w:] Cielesność w polskiej poezji najnowszej, pod red. Tomasza Cieślaka i Krystyny Pietrych, Wydawnictwo UŁ, Łódź 2010
- Witkiewiczowie w Lovranie, „Przestrzenie Teorii” 14/2010